# Leucobryum cambouei
Leucobryum cambouei là một loài rêu trong họ Dicranaceae. Loài này được Cardot mô tả khoa học đầu tiên năm 1915.